# Торпедний катер

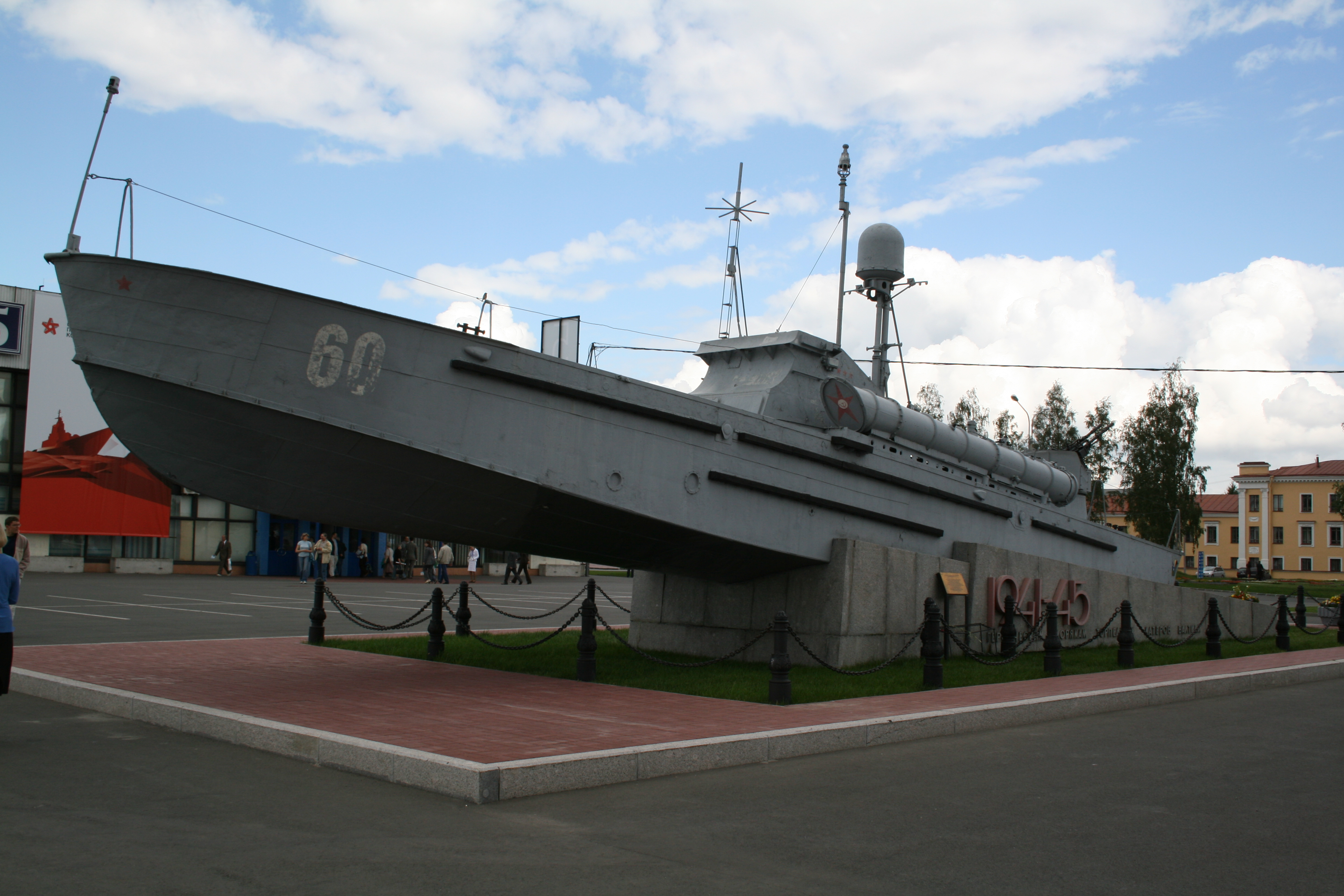
Торпедний катер проєкту 123-біс Комсомолець, Санкт-Петербург

Торпе́дний ка́тер — клас швидкохідного маломірного бойового корабля, основною зброєю якого є торпеди.
В різних країнах існували різні найменування для подібних кораблів, наприклад, PT-катери в США, MAS в Італії, MTB в Великій Британії та Канаді, E-човни в Німеччині. Сучасними відповідниками можуть вважатись швидкісні ударні катери або ракетні катери.

## Походження
За різними джерелами, торпедні катери ведуть початок або від винаходу морських мін взагалі, або від самохідних мін, пізніше названих торпедами. З появою міни постає питання про її застосування, а значить, і про носій.
Ранніми торпедними катерами можна вважати перші судна, озброєні мінами (кінець XVIII — початок XIX століть).
За іншою версією, торпедні катери ведуть початок з 1878 року.

## Історія

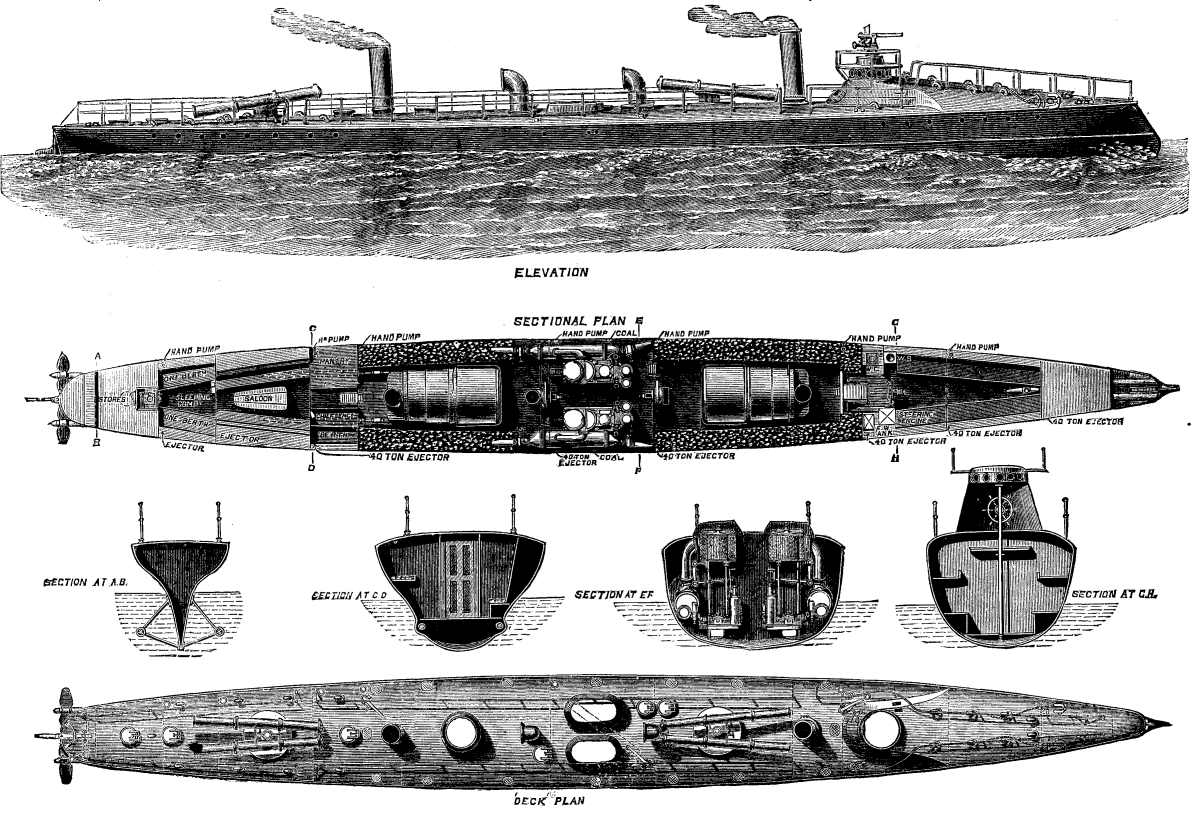
Торпедний катер 76YA побудови Yarrow, 1886

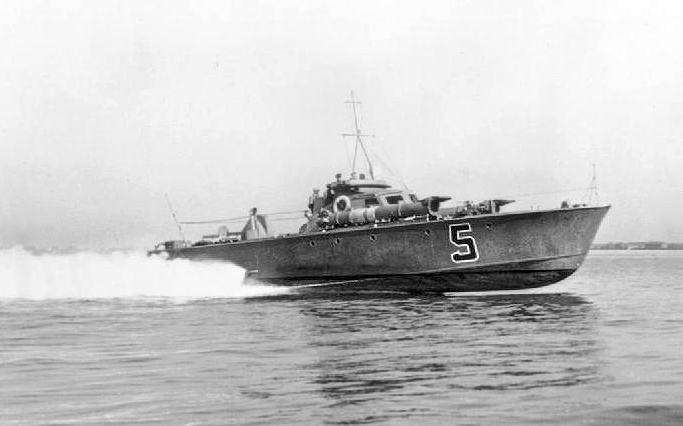
Британський торпедний катер MTB 5

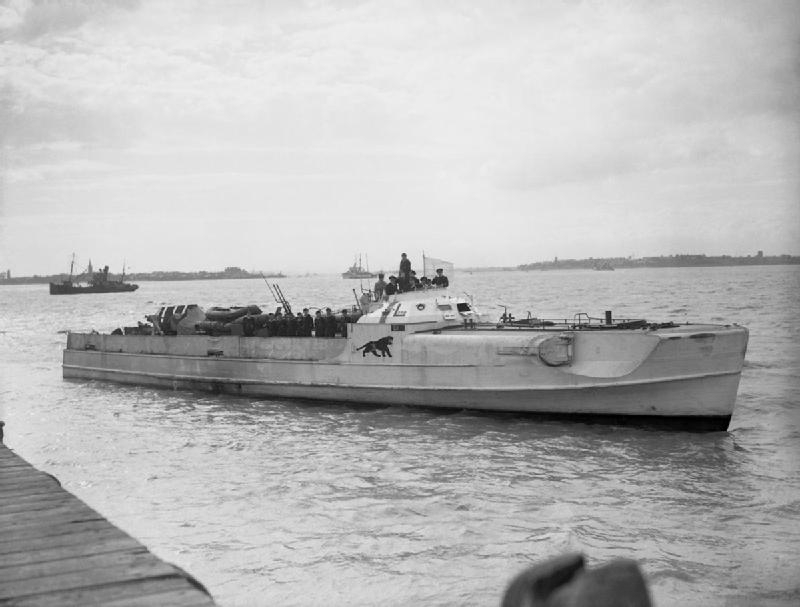
Німецький торпедний катер типу S-100

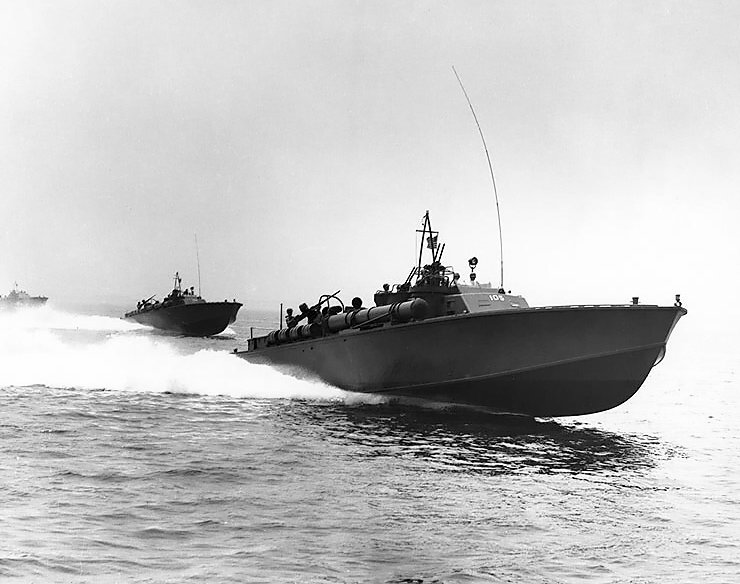
Американські торпедні катери типу PT 103

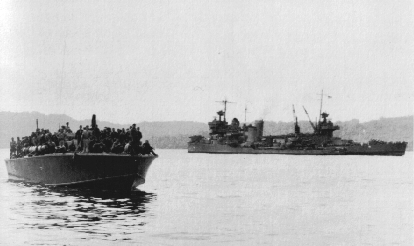
Американський торпедний катер доставляє на берег врятованих. Гуадалканал, 1942

Перші достовірні відомості про мінні атаки сягають Війни за незалежність американських колоній 1776—1783 рр. Озброєні мінами гребні судна були застосовані колоністами у 1776 р. проти британського лінійного корабля «Ігл» (англ. HMS Eagle), а також англійцями на початку 1803–1805 рр., під час Наполеонівських війн, у намаганні знищити флотилію вторгнення. У першому випадку міна конструкції американського винахідника Бушнелла буксирувалась та вручну кріпилась до корабля-цілі. У другому — пускалась за течією у бік цілі з дистанції 1÷2 каб. За другим випадком застосування стоять винаходи американця Роберта Фултона.
Точніше, родоначальниками торпедних катерів є російські мінні катери «Чесма» та «Синоп» під командуванням С. О. Макарова, тоді лейтенанта, який уперше застосував самохідну міну конструкції Вайтгеда 14 січня 1878 р. під час Російсько-турецької війни, проти османського пароплаву «Інтібах».
Перші торпедні катери мали водотоннажність 30÷100 т, швидкість ходу 12÷18 вуз, озброєння 1÷2 торпеди калібру 7 дюймів (180 мм). Артилерійське озброєння було легким (0,5÷1,1 дюйма) або було цілком відсутнє.
Досвід застосування у перших конфліктах (1878–1905) виявив переваги нового класу — велику ударну міць при дуже скромних витратах, а також недоліки — високу вразливість, малий запас торпед, малу дальність ходу і недостатню морехідність, як і невисокі характеристики самих торпед. Прагнення подолати недоліки призвело до розробки тактики застосування торпедних катерів: групові атаки, вночі або за обмеженої видимості, поблизу берегів або у стиснених водах (протоки, вузини), залпова стрільба торпедами, потім ухилення від супротивника на максимальній швидкості.
Те саме прагнення призвело до двох шляхів розвитку класу:
1. Збільшення розмірів і водотонажності з метою озброєння кораблів більш потужними й далекохідними, і, відповідно, більш важкими торпедами, збільшити їх кількість, посилити артилерійське озброєння, збільшити дальність і мореходність, а пізніше — застосувати часткове бронювання і конструктивний захист.
2. Акцент на швидкість і маневреність, як основні бойові характеристики і як найкращий захист від протидії супротивника. При цьому катери будувались невеликими, максимально полегшеними, обмежених розмірів.

Перший шлях призвів до виділення нового класу кораблів — ескадрених міноносців. У Росії цей шлях відображено у термінах мінний катер, міноноска, міноносець — всі вони застосовувались до мінно-торпедних бойових кораблів. На Заході всі вони називались загальним терміном англ. Torpedo Boat.
Другий — до появи характерних рис власне торпедних катерів, які збереглись до самого їх витіснення ракетними катерами: невелика водотоннажність (до 300 т), невелика кількість торпед (2÷4) d однотрубних торпедних апаратах калібром до 21" (533 мм), висока швидкість (30÷50 вуз), легке допоміжне озброєння (12,7 ÷ 40 мм), відсутність конструктивного захисту.
Перше вдале застосування катерів такого типу відбулось під час Першої світової війни, 7 квітня 1917 р. Це були англійські катери фірми «Торнікрофт» (англ. Thornycroft). У літературі вони згадуються як «40-футовий катер» (англ. 40-ft Coastal Motor Boat; 40-ft CMB). Чотири СМВ у районі Остенде атакували загін німецьких есмінців і потопили один із них.

## Друга світова війна
До початку війни все ще панувало уявлення про великі артилерійські кораблі як основу флоту. Торпедні катери в основних флотах західних морських держав були представлені слабко. З початком війни будівництво катерів різко збільшилось (див. таблицю).
| Країна           | У строю 1939 | У строю 1945 | Втрати |
| ---------------- | ------------ | ------------ | ------ |
| Велика Британія  | 18           | 91           | -      |
| Третій Рейх      | 17           | 117          | 112    |
| США              | -            | 511          | 65     |
| Японська імперія | -            | -            | -      |

СРСР до 1938 року дотримувався стратегії розвитку легких сил, включаючи катери, в основному з причини обмежених можливостей з будівництва великих суден. До початку війни СРСР мав 269 торпедних катерів. У ході війни було збудовано більше 30 торпедних катерів, і 166 отримано від союзників.

### Типові торпедні катери часів війни

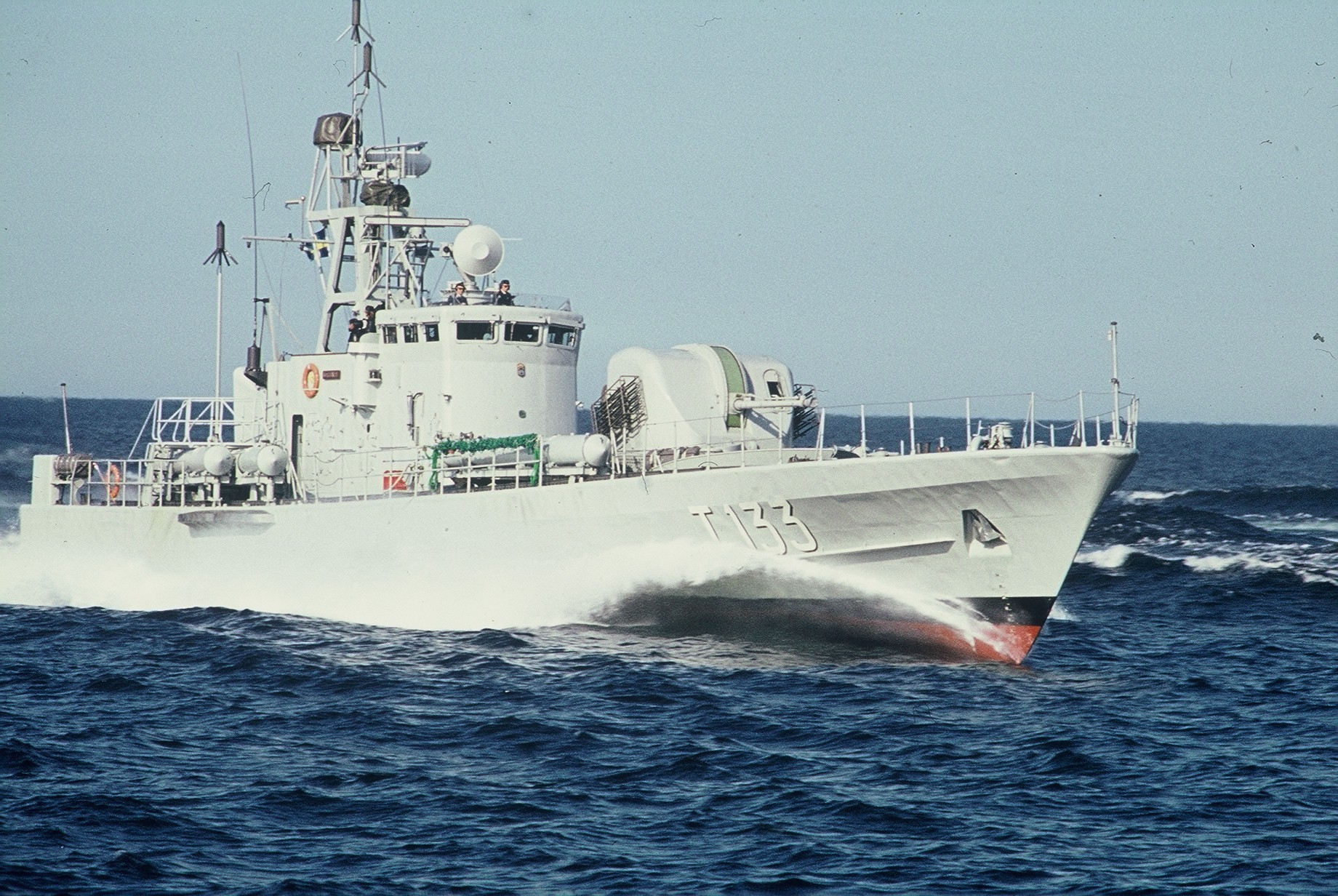
Шведський торпедний катер Norrtälje

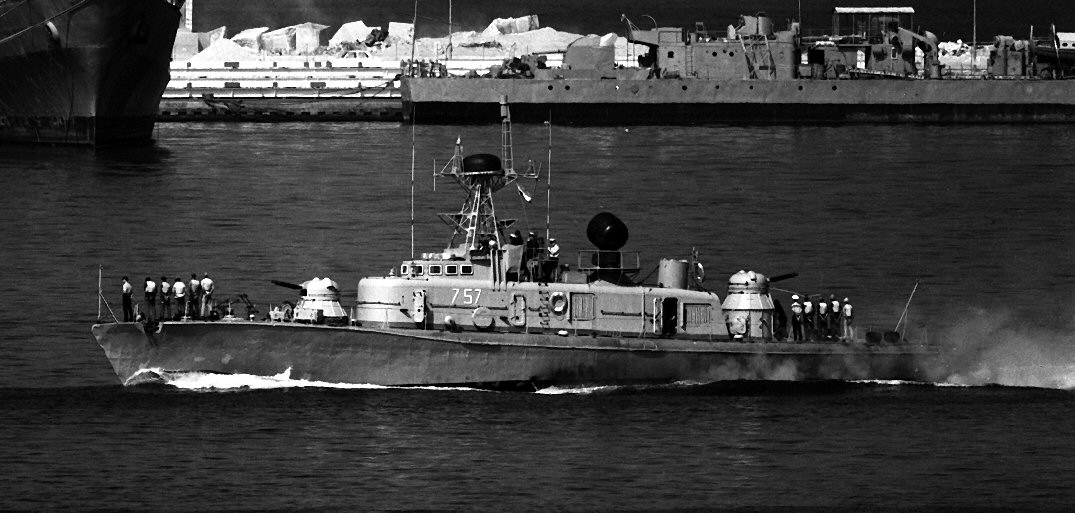
Торпедний катер проєкту 206, Єгипетських ВМС (торпедні апарати знято)

Велика Британія. Торпедні катери позначались MTB (англ. Motor Torpedo Boat).
MTB фірми «Воспер» (англ. Vosper) мав швидкість 37 вуз, два 533-мм однотрубних торпедних апарати, 2-3 кулемети калібру 7,62 — 12,7 мм, до 4 глибинних бомб.
Третій Рейх. Торпедні катери називались нім. Schnellboot або нім. S-Boot, (союзники їх позначали e-boat). Тип S-26 мав такі характеристики: водотоннажність 115 т, довжина 34,95 м, швидкість до 40 вуз, озброєння два 533-мм торпедних апарати (з двома резервними торпедами) і два 20-мм зенітних автомати.
США. Торпедні катери позначались PT (англ. Patrol Torpedo boat). Катер типу PT 103 мав водотоннажність 50 т, довжину 24 м, швидкість до 45 вуз, чотири 533-мм однотрубних торпедних апарати, 12,7-мм кулемети і 40-мм зенітні автомати.
Японська імперія будувала і використовувала міноносці.
Тактика застосування торпедних катерів залишалась сталою, і доповнювалась лише взаємодією з іншими силами — перш за все авіацією і надводними кораблями, для підвищення бойової стійкості. Однак, коли змушувала обстановка, катери діяли й самостійно, як наприклад, у боротьбі між США і Японією за Соломонові острови. Крім основної задачі, на катери часом покладались додаткові: розвідка і варта, висадка і евакуація розвідувально-диверсійних партій, охорона прибережних конвоїв, боротьба з підводними човнами у прибережних водах.

## Післявоєнний розвиток
З появою ракетної зброї більшість країн припинили будівництво торпедних катерів на користь ракетних. Деякі, що залишились включали СРСР, ФРН, Норвегію, Швецію, Китай, Ізраїль.
Основним призначенням катерів замість атаки крупних кораблів стали патрульна служба, боротьба з легкими силами і підводними човнами супротивника. Деякі їх типи не несуть протикорабельних торпед, а лише протичовнові. Типовою також стала передача катерів, що старіють, флотам «малих» морських країн. Наприклад, німецькі катери перейшли до Туреччини.
Післявоєнний радянський торпедний катер (проєкт 206) має водотоннажність 268 т, довжину 38,6 м, швидкість ходу 42 вуз, чотири 533-мм однотрубних торпедних апарати (торпеди «53-56»), 2 спарені автоматичні артустановки АК-230 (30 мм).
З'явились також катери зі змішаним ракетно-торпедним озброєнням: Ізраїль (тип «Дабур»), Китай (тип «Хэгу»), Норвегія (тип «Хоук»), ФРН (тип «Альбатрос»), Швеція (тип «Нордчепінг»).
До 2000 року у складі флотів світу лишились 162 катери зі змішаним ракетно-торпедним озброєнням, і 47 власне торпедних катерів: Бангладеш — 1, Бірма — 10, Єгипет — 8, Ізраїль — 17, Росія — 5, Північна Корея — 6.
Загальна тенденція до зникнення торпедних катерів з флотів у XXI столітті зберігається.